# Pseudopanurgus tomentosus
Pseudopanurgus tomentosus là một loài Hymenoptera trong họ Andrenidae. Loài này được Timberlake mô tả khoa học năm 1973.